# Nothing Compares 2 U
Nothing Compares 2 U is een nummer geschreven en opgenomen door Prince in 1984 en begin 1985. In 1985 verscheen het nummer op het debuutalbum van de Amerikaanse band The Family. In 1990 werd de coverversie van Sinéad O'Connor een wereldwijde nummer 1-hit.

## The Family-versie
In 1985 richtte Prince de band The Family op. The Family was een satellietband zoals hij er meer had in die tijd en die fungeerde als uitlaatklep om meer van zijn muziek uit te kunnen brengen. Nothing Compares 2 U was een van de acht nummers op het debuutalbum. Het nummer werd niet uitgebracht op single, waardoor het nummer maar weinig bekendheid kreeg.

## Sinéad O'Connor-versie
De Ierse zangeres O'Connor nam het nummer op in 1990. Ze voegde het toe aan haar tweede album I Do Not Want What I Haven't Got en bracht het uit als single. Hierdoor kreeg het nummer wél wereldwijde bekendheid, en werd een hit. In vele landen bereikte het de nummer 1-positie in de hitlijsten, zo ook in Nederland waar het dat jaar de bestverkochte single werd. in Nederland was de plaat op 26 januari 1990 Veronica Alarmschijf op Radio 3 en werd een gigantische hit in de destijds twee hitlijsten op de nationale publieke popzender. De plaat bereikte de nummer 1-positie in zowel de Nederlandse Top 40 als de Nationale Top 100.
Ook in België werd de nummer 1-positie behaald in zowel de voorloper van de Vlaamse Ultratop 50 als de Vlaamse Radio 2 Top 30. In Wallonië werd géén notering behaald.

### Videoclip
De videoclip van Nothing Compares 2 U werd geregisseerd door John Maybury. De clip wordt beschouwd als een van de beste uit de jaren '90. In de clip zie je bijna het gehele nummer een close-up van O'Connors gezicht, terwijl ze het lied gepassioneerd zingt. Aan het einde rolt er een traan over allebei haar wangen. De clip won een prijs voor de beste videoclip tijdens de MTV Music Awards in 1990. Hiermee was het de eerste clip van een vrouwelijke artiest die deze prijs won. In Nederland werd de videoclip destijds op televisie (Nederland 2) uitgezonden door Veronica in de tv-versie van de Nederlandse Top 40, het popprogramma Countdown en door de TROS in het popprogramma Popformule.

### Tracklist
1. Nothing Compares 2 U
2. Jump in the River
3. Jump in the River (instrumentaal)

### Hitnoteringen
Nederlandse Top 40
| Hitnotering: 03-02-1990 t/m 19-05-1990 | Hitnotering: 03-02-1990 t/m 19-05-1990 | Hitnotering: 03-02-1990 t/m 19-05-1990 | Hitnotering: 03-02-1990 t/m 19-05-1990 | Hitnotering: 03-02-1990 t/m 19-05-1990 | Hitnotering: 03-02-1990 t/m 19-05-1990 | Hitnotering: 03-02-1990 t/m 19-05-1990 | Hitnotering: 03-02-1990 t/m 19-05-1990 | Hitnotering: 03-02-1990 t/m 19-05-1990 | Hitnotering: 03-02-1990 t/m 19-05-1990 | Hitnotering: 03-02-1990 t/m 19-05-1990 | Hitnotering: 03-02-1990 t/m 19-05-1990 | Hitnotering: 03-02-1990 t/m 19-05-1990 | Hitnotering: 03-02-1990 t/m 19-05-1990 | Hitnotering: 03-02-1990 t/m 19-05-1990 | Hitnotering: 03-02-1990 t/m 19-05-1990 | Hitnotering: 03-02-1990 t/m 19-05-1990 | Hitnotering: 03-02-1990 t/m 19-05-1990 |
| Week                                   | 1                                      | 2                                      | 3                                      | 4                                      | 5                                      | 6                                      | 7                                      | 8                                      | 9                                      | 10                                     | 11                                     | 12                                     | 13                                     | 14                                     | 15                                     | 16                                     |                                        |
| -------------------------------------- | -------------------------------------- | -------------------------------------- | -------------------------------------- | -------------------------------------- | -------------------------------------- | -------------------------------------- | -------------------------------------- | -------------------------------------- | -------------------------------------- | -------------------------------------- | -------------------------------------- | -------------------------------------- | -------------------------------------- | -------------------------------------- | -------------------------------------- | -------------------------------------- | -------------------------------------- |
| Nummer                                 | 26                                     | 7                                      | 1                                      | 1                                      | 1                                      | 1                                      | 1                                      | 1                                      | 1                                      | 1                                      | 2                                      | 4                                      | 8                                      | 13                                     | 23                                     | 38                                     | uit                                    |

Nationale Top 100
| Hitnotering: 03-02-1990 t/m 09-06-1990 | Hitnotering: 03-02-1990 t/m 09-06-1990 | Hitnotering: 03-02-1990 t/m 09-06-1990 | Hitnotering: 03-02-1990 t/m 09-06-1990 | Hitnotering: 03-02-1990 t/m 09-06-1990 | Hitnotering: 03-02-1990 t/m 09-06-1990 | Hitnotering: 03-02-1990 t/m 09-06-1990 | Hitnotering: 03-02-1990 t/m 09-06-1990 | Hitnotering: 03-02-1990 t/m 09-06-1990 | Hitnotering: 03-02-1990 t/m 09-06-1990 | Hitnotering: 03-02-1990 t/m 09-06-1990 | Hitnotering: 03-02-1990 t/m 09-06-1990 | Hitnotering: 03-02-1990 t/m 09-06-1990 | Hitnotering: 03-02-1990 t/m 09-06-1990 | Hitnotering: 03-02-1990 t/m 09-06-1990 | Hitnotering: 03-02-1990 t/m 09-06-1990 | Hitnotering: 03-02-1990 t/m 09-06-1990 | Hitnotering: 03-02-1990 t/m 09-06-1990 | Hitnotering: 03-02-1990 t/m 09-06-1990 | Hitnotering: 03-02-1990 t/m 09-06-1990 | Hitnotering: 03-02-1990 t/m 09-06-1990 |
| Week                                   | 1                                      | 2                                      | 3                                      | 4                                      | 5                                      | 6                                      | 7                                      | 8                                      | 9                                      | 10                                     | 11                                     | 12                                     | 13                                     | 14                                     | 15                                     | 16                                     | 17                                     | 18                                     | 19                                     |                                        |
| -------------------------------------- | -------------------------------------- | -------------------------------------- | -------------------------------------- | -------------------------------------- | -------------------------------------- | -------------------------------------- | -------------------------------------- | -------------------------------------- | -------------------------------------- | -------------------------------------- | -------------------------------------- | -------------------------------------- | -------------------------------------- | -------------------------------------- | -------------------------------------- | -------------------------------------- | -------------------------------------- | -------------------------------------- | -------------------------------------- | -------------------------------------- |
| Nummer                                 | 56                                     | 22                                     | 6                                      | 1                                      | 1                                      | 1                                      | 1                                      | 1                                      | 1                                      | 1                                      | 2                                      | 3                                      | 6                                      | 7                                      | 9                                      | 22                                     | 32                                     | 59                                     | 83                                     | uit                                    |

NPO Radio 2 Top 2000
| Nummer met noteringen in de NPO Radio 2 Top 2000 | '99 | '00 | '01 | '02 | '03 | '04 | '05 | '06 | '07 | '08 | '09 | '10 | '11 | '12 | '13 | '14 | '15 | '16 | '17 | '18 | '19 | '20 | '21 | '22 | '23 | '24 |
| ------------------------------------------------ | --- | --- | --- | --- | --- | --- | --- | --- | --- | --- | --- | --- | --- | --- | --- | --- | --- | --- | --- | --- | --- | --- | --- | --- | --- | --- |
| Nothing Compares 2 U                             | 90  | 115 | 200 | 216 | 126 | 172 | 247 | 224 | 343 | 203 | 254 | 269 | 300 | 348 | 364 | 327 | 394 | 361 | 323 | 282 | 289 | 314 | 349 | 363 | 98  | 155 |

1. ↑  Een vetgedrukt getal geeft de hoogste notering aan.

## Prince-versie
Na het succes van O'Connor speelde Prince het nummer regelmatig tijdens optredens. In 1993 bracht hij zijn eigen liveversie uit als duet met toenmalig bandlid Rosie Gaines op de compilatie The Hits/The B-Sides.
In april 2018, twee jaar na zijn dood, bracht Warner Music in samenwerking met The Prince Estate de originele opname van het nummer uit.
Op het nummer zijn, naast Prince, ook Eric Leeds op saxofoon en Susannah Melvoin en Paul Peterson van The Family op achtergrondzang te horen.
De opnamen werden gevonden samen met nooit eerder vertoonde repetitiebeelden van Prince & The Revolution waarop ze in de zomer van 1984 aan het oefenen zijn voor de Purple Rain-tour. Deze opnames zijn gebruikt voor de videoclip die bij het nummer gemaakt is.

## Trivia
- In 1989 hebben The Jacksons (zonder Michael Jackson en Marlon Jackson) een nummer gemaakt met een bijna identieke titel maar het lied is compleet anders, voor hun album 2300 Jackson Street.
- In 2004 zette het muziekblad Rolling Stone het nummer op de 162ste plaats in hun lijst van 500 beste nummers aller tijden. Het was het derde nummer dat voorkwam uit de jaren 90.
- In 2006 eindigde het nummer als vijfde bij een verkiezing van het beste nummer dat gespeeld moet worden bij een 'scheiding der geliefden'. De verkiezing werd georganiseerd door de zender Channel 5.